# Jaser Arafat
Jaser Arafat (arapski: ياسر عرفات‎ ; Kairo, 4. ili 24. kolovoza 1929. – Pariz, 11. studenoga 2004.), palestinski političar.

## Rani život i karijera
Palestinski lider Jaser Arafat rođen je kao Abdel-Rahman Abdel-Raouf Arafat al-Qudwa al-Husseini premda se također može pronaći podatak da mu je pravo ime Mohammed dok je Arafat samo nadimak koji je prisvojio i navodno na arapskom jeziku znači blagi. Mjesto i datum njegova rođenja i danas su dvojbeni. Dok Arafat tvrdi da je rođen 1. kolovoza 1929. godine u Jeruzalemu, istovremeno u njegovu rodnom listu kao datum rođenja upisan je 24. kolovoza 1929. godine, a kao mjesto rođenja Kairo (Egipat). No, ono što je neosporno jeste da je šesto od sedmero djece dobrostojećeg arapskog trgovca te da je s majčine strane (koja je bila veoma religiozna osoba) ima rodbinske veze s obitelji Husseini, veoma ugledne jeruzalemske obitelji. Kada je imao četiri godine Arafatu umire majka i otac ga smješta kod strica, koji je bio oženjen, u Jeruzalem. Sa suprugom Suhom (Suha) u brak je stupio kasnih 1980-ih, a s njim ima i jedne dijete, kćerku imenom Zahwa.
Kao mladić Arafat je studirao na kairskom Sveučilištu u razdoblju od 1952. do 1956. godine gdje je po završetku studija stekao zvanje inženjera građevine. Za vrijeme školovanja priključio se organizaciji imenom Muslimansko bratstvo, a obnašao je i dužnost predsjednika Saveza palestinskih studenata. Vojni rok je odslužio u Egipatskoj vojsci 1956. godine za vrijeme ratnih sukoba oko Sueza. Nakon odsluženja vojnog roka seli se u Kuvajt gdje radi kao inženjer. Godine 1956. jedan je od osnivača Al Fataha, ilegalne terorističke organizacije.

## Palestinski vođa
U početku veće arapske nacije - poput Egipta, Sirije i Jordana - ignorirale su Al Fatah te su osnovale vlastitu organizaciju PLO (Palestinska oslobodilačka organizacija). Time su se nadale da će biti stvoreno tijelo koje će predstavljati oko 4.500.000 Palestinaca (onih Arapa koji su živjeli na onom području na kojem se prostirala Palestina prije stvaranja države Izrael 1948. godine). 
Nakon što su 1967. u arapsko-izraelskom ratu Arapi izgubili Pojas Gaze, Golansku visoravan i Zapadnu obalu arapske nacije se sve više okreću Arafatu. Tako 1968. godine on postaje predsjednik PLO-a. U naredna dva desetljeća PLO je izvodio najkrvavije napade na Izrael pa je tako Arafat stekao ugled bešćutnog terorista (više na Bliskoistočni sukob).
Započelo je Crnim rujnom 1970. godine kada je jordanski kralj Hussein, do tada vjerni potpomagač PLO-a, naredio svojim trupama da pokrenu oružanu akciju protiv palestinskih gerilaca koji su boravili u kampovima smještenih na granici Jordana i Izraela. S oružanom akcijom došlo je i do proljevanja krvi te je mnogo Palestinaca tom prilikom izgubilo živote. Još šokantnije je bilo ubojstvo jedanaest izraelskih natjecatelja 1972. godine na Olimpijskim igrama u Münchenu, a koje su počinili palestinski teroristi - pripadnici PLO-a. S vremenom Arafat je svoj napore sve više usmjeravao ka diplomaciji i političkoj borbi koji su hvatali sve više maha na uštrb terorističkog djelovanja PLO-a. U studenom 1974. godine, uz podršku arapskih država, Arafat je postao prvi predstavnik nevladine organizacije koji se obratio Generalnoj skupštini Ujedinjenih naroda na njenom plenarnom zasjedaju (tom prilikom pokušao je unijeti pištolj u zgradu UN-a). Tada je izjavio: Donosim vam maslinovu grančicu i oružje boraca za slobodu... Ne dopustite da maslinova grančica ispadne iz moje ruke. Tom prilikom priznao je Izraelu pravo na postojanje, ali se uskoro predomislio navodno pod pritiskom tvrdolinijaša iz vlastitih redova čime je izravno ignorirao dvije rezolucije Ujedinjenih naroda.
Godine 1977. godine egipatski predsjednik Anwar Sadat započeo je vlastiti mirovni proces s Izraelom. Skupa s američkim predsjednikom Jimmyjem Carterom i izraelskim premijerom Menachemom Sadatom je potpisao sporazum u Camp Davidu (1978.) kojim je Palestincima jamčena autonomija na području Zapadne obale i Gaze. Nažalost ovaj sporazum nikada nije stvarno zaživio. Arafat i PLO u samom početku odmah su se suprotivili postizanju ovog sporazuma. Arafat, vjerujući da će autonomija polako prijeći u ponovni izrelski nadzor tog područja, nepokolebljivo je ostao na liniji zagovaranja nezavisne palestinske države. Ranih 1980.-ih Arafatov utjecaj među Palestincima je privremeno oslabljen frakcijskim borbama unutar pokreta. Godine 1982. oštro su ga kritizirali Sirija i frakcija PLO-a koju kontroliraju Sirijci za njegovo očigledno kukavičko držanje tijekom izraelske invazije i okupacije južnog Libanona. Tom prilikom izraleske snage su opkolile stožer PLO-a u Bejrutu i prisilile Arafata na povlačenje u Tunis. Nekoliko godina kasnije, točnije 1987., stožer je ponovo premješten ovaj puta u Bagdad.
Nakon raskola u Palestinskoj oslobodilačkoj organizaciji Arafat je ponovo uspio povratiti utjecaj i moć unutar organizacije. Istovremeno sve više se posvećivao diplomatskim naporima za ostvarenje svoga cilja. Godine 1985. Arafat i jordanski kralj Hussein zatražili su američku pomoć u cilju nagovaranja Izraela da pristane na sporazum o konfederaciji Jordana i palestinskih entiteta na Zapadnoj obali i Pojasu Gaze. Nedugo potom kralj Hussein je prekinuo pregovore ističući kako PLO odbija pristati na kompromis i prihvatiti rezulcije Ujedinjenih naroda. Godine 1989. vrhovno tijelo PLO-a Palestinsko narodno vijeće izabralo je Arafata za predsjednika faktički nepostojeće palestinske države. Četiri godine kasnije (1993.) dogodilo se nezamislivo: Arafat je predstavljao PLO na palestinsko-izraelskim mirovnim pregovorima u Oslu. Prema sporazumu postignutom u Oslu Palestinci su dobili pravo na samoupravu na području Zapadne obale i Gaze koja treba biti ostvarena u roku od pet godina. Također prema tom sporazumu izraelska vojska je započela s povlačenjem na tim područjima. U zamjenu za to PLO se složio prihvatiti rezoluciju Ujedinjenih Naroda kojim se priznaje država Izrael. Zbog sudjelovanja u mirovnim pregovorima Arafat je 1994. godine zajedno s Rabinom (izraelski premijer) i Shimonom Peresom, izraelskim ministrom vanjskih poslova, dobio Nobelovu nagradu za mir. Nešto kasnije izabran je za predsjednika Palestinske samouprave koja predstavlja palestinsku vladu na području Zapadne obale i Gaze.
Nakon što je 1995. izraelski ekstremist ubio premijera Rabina, Arafat je 1996. godine nastavio pregovore s njegovim nasljednikom Benjaminom Netanyahuom. Godinu dana kasnije Arafat i Netanyahu potpisali su Hebronski sporazum prema kojem je Izrael trebao povući svoje trupe iz Hebrona, posljednjeg grada na Zapadnoj obali u kojem je bila stacionirana izraelska vojska. Zauzvrat Arafat je dao jamstva da će se nastaviti zalagati za mirovni sporazum postignut u Oslu. Nekoliko mjeseci nakon izraelskog povlačenja iz Hebrona Palestinci i dalje nisu ispunili sve dogovoreno. Krajem 1998. nakon devetnaest mjeseci "stajanja u mjestu" američki predsjednik Bill Clinton je organizirao sastanak suprotavljeni strana. Rezultatje bio Wye River Memorandum u kojem Izrael pristaje na povlačenje s dodatnih 13 % površine Zapadne obale i Gaze. PLO je tada pristao izbaciti dio teksta iz statua njihove organizacije kojim se poziva na uništenje Izraela. Sukladno dosadašnjoj praksi ni ovaj sporazum nije u potpunosti zaživio. Stoga je Arafat u rujnu 1999. godine s novim izraelskim premijerom Ehudom Barakom, a pod pokroviteljstvom američke državne tajnice Madeleine Albright potpisao novi sporazum. Ni ovaj sporazum, baš kao ni svi prethodni, neće zaživjeti i doći će do ponovne eskalacije sukoba.
Jasser Arafat umire u Parizu 11. studenog 2004. godine.